# Salem Shentoub
Salem Shentoub, né à Bagdad le 5 juin 1917 et mort à Paris 5e le 14 décembre 1990, est un psychanalyste français.
Il a passé son enfance en Irak, avant que sa famille, de confession juive, ne quitte ce pays, d'abord pour Téhéran, puis la France. Il a étudié la psychologie, notamment avec Daniel Lagache. Pendant la Seconde Guerre mondiale, sa femme, Vica Shentoub, et lui ont dû se cacher pour éviter des rafles. Il a été arrêté à deux reprises, s'est rapidement échappé la première fois puis a été libéré la deuxième. il a été lié au Parti communiste français jusqu'en 1949.
Il a été analysé par Sacha Nacht. Avec Jean Delay il a écrit un article sur la narcoanalyse. Comme psychologue, il a eu de la peine à accéder au titre de membre formateur de la Société psychanalytique de Paris mais y parvient en 1966. Clinicien, il n'était pas un théoricien mais sa collaboration avec Alain de Mijolla a donné naissance à un livre sur l'alcoolisme.
Il a été enterré en Israël.